# آنجلو تولیک
آنجلو تولیک (فرانسوی: Angelo Tulik‎؛ زادهٔ ۲ دسامبر ۱۹۹۰) دوچرخه‌سوار اهل فرانسه است.
از باشگاه‌هایی که در آن رکاب زده‌است می‌توان به تیم دوچرخه‌سواری دیرکت انرژی اشاره کرد.